# Indomiriatra
Indomiriatra is een geslacht van rechtvleugeligen uit de familie doornsprinkhanen (Tetrigidae). De wetenschappelijke naam van dit geslacht is voor het eerst geldig gepubliceerd in 1939 door Tinkham.

## Soorten
Het geslacht Indomiriatra  is monotypisch en omvat slechts de volgende soort:
- Indomiriatra provertex (Hancock, 1912)